# Nocne oczy
Nocne oczy (tytuł oryg. Night Eyes, alternat. tytuł pol. Nocna straż) – amerykański thriller filmowy z 1990 roku.

## Obsada
- Andrew Stevens – Will Griffith
- Tanya Roberts – Nikki
- Cooper Huckabee – Ernie
- Veronica Henson-Phillips – Lauretta
- Stephen Meadows – Michael Vincent
- Karen Dianne Baldwin – Ellen
- Warwick Sims – Brian Walker
- Yvette Buchanan – Baby Doll
- Steven Burks – Tom Clemmons
- Paul Carr – Tom Michaelson
- Dena Drotar – Muffy Goldstein
- Larry Poindexter – Bard Goldstein
- Chick Vennera – Shapiro

## Fabuła
Nikki Walker, żona ekscentrycznego piosenkarza muzyki pop – Briana Walkera, żąda rozwodu w związku z licznymi romansami męża. Tom Michaelson, adwokat piosenkarza, angażuje Willa Griffitha, prywatnego detektywa, by zebrał dowody o niewierności małżeńskiej powódki. Will rejestruje na taśmie video, jak Nikki wymienia w sypialni czułości z aktorem, Michaelem Vincentem. Michaelson żąda jednak "ostrzejszego" materiału. Nikki staje się ofiarą napadu. Zamaskowany mężczyzna usiłuje ją zgwałcić. Will jest przekonany, że napastnikiem był Brian i poczuwa się do odpowiedzialności za bezpieczeństwo tej kobiety. Dochodzi między nimi do spotkania przepojonego erotyzmem, w czasie którego Nikki proponuje swojemu partnerowi "zabawę w gwałt". Will spełnia jej życzenie, a Nikki broni się. Brian przesłuchiwany w tym czasie przez policję, przedstawia wiarygodne alibi. Sytuacja zaostrza się, gdy piosenkarz jest świadkiem miłosnego zbliżenia swej żony z detektywem. Strzela do Willa. W odpowiedzi Brian zostaje śmiertelnie trafiony, a policja znajduje kasetę wideo z nagraną sekwencją "gwałtu" Willa na Nikki, co stawia detektywa w dwuznacznym położeniu. Kochanka zarzuca mu, że filmował ją potajemnie, pomagając adwokatowi jej byłego męża. W nocy dostaje się do domu zamaskowany mężczyzna. Will obezwładnia go i demaskuje napastnika. Jest nim Michael Vincent. Aktor żąda od Nikki, aby zastrzeliła detektywa i kobieta kieruje broń w pierś Griffitha.